# Moritz von Königswarter
Pour les articles homonymes, voir Koenigswarter.
Pour les autres membres de la famille, voir Famille von Königswarter.
Le baron Moritz von Königswarter (16 juillet 1837, Vienne - 14 novembre 1893, Vienne), est un banquier, homme politique et philanthrope autrichien.

## Biographie
Fils de Jonas von Königswarter, il prend la direction de la banque de son père en 1872 et devient membre du conseil du Credit Anstalt en 1879. Il est également directeur du chemin de fer du Nord.
Membre de la Chambre haute (de) du Reichsrat, il a été consul général du Danemark à Vienne et membre du contrôle de la dette publique.
Avec Émile d'Erlanger, Louis Cahen d'Anvers et les Rothschild, il figure parmi les hommes les plus fortunés de son temps.
Il épouse Charlotte Edler von Wertheimstein.

## Sources
- (de) Cet article est partiellement ou en totalité issu de l’article de Wikipédia en allemand intitulé « Moritz von Königswarter » (voir la liste des auteurs).
- « Baron Moriz Königswarter », in Neue Freie Presse'n, 1893
- Salomon Wininger, Große jüdische National-Biographie. Mit mehr als 8000 Lebensbeschreibungen namhafter jüdischer Männer und Frauen aller Zeiten und Länder, Ein Nachschlagewerk für das jüdische Volk und dessen Freunde. Band III: Harischon – Lazarus, 1928
- Friederike Hillbrand-Grill, « Königswarter, Moriz Frh. von», Österreichisches Biographisches Lexikon 1815–1950 (ÖBL), 1969
- Hans Jaeger, « Königswarter », in Neue Deutsche Biographie (NDB), 1980